# István Bilek
István Bilek (n. 11 august 1932  în Budapesta - d. 20 martie 2010) a fost un șahist maghiar. István Bilek a câștigat în anii 1962, 1964 și 1970 campionatul național de șah din Ungaria, anul 1957 i s-a acordat de "Fédération Internationale des Échecs" (FIDE) (Federația Internațională de Șah), titlul de maestru internațional, iar în anul 1962 titlul de mare maestru la șah. Cu echipa națională de șah a Ungariei a luat parte la Olimpiada de Șah din Havanna (1966) unde a ajuns pe locul 3, iar la Olimpiada din 1970, în Siegen, a ocupat locul 2. În Skopje reușește să câștige contra fostului campion mondial, Victor Korcinoi.

## Cărți publicate
- Gyõzelmünk a sakkolimpián, Unser Sieg bei der Schacholympiade, 1979, ISBN 963-253-367-4
- Versenyfutás az aranyérmekért, Rennen um die goldene Medaille, 1980
- Örökös sakkban, Im ewigen Schach, 1987, ISBN 963-09-4543-6
- Magyar sakktörténet 3., Ungarische Schachgeschichte 3., 1989
- Barcza Gedeon, 1990